# Archidiecezja Osaki-Takamatsu
Archidiecezja Osaki-Takamatsu – archidiecezja Kościoła rzymskokatolickiego w Japonii. Powstała w 1888 roku jako wikariat apostolski Japonii Centralnej. Już dwa lata później została podniesiona do rangi diecezji jako diecezja Osaki. W 1969 uzyskała status archidiecezji. Do roku 1940 wszystkimi kolejnymi biskupami diecezjalnymi byli misjonarze francuscy. Później urząd ten był obsadzany już duchownymi japońskimi. 
15 sierpnia 2023 papież Franciszek zlikwidował archidiecezję Osaki i diecezję Takamatsu, i z ich terenów utworzył archidiecezję Osaki-Takamatsu, której arcybiskupem został dotychczasowy arcybiskup Osaki, kard. Thomas Aquino Man’yō Maeda.